# Pâturages
Pâturages is een dorp en voormalige mijngemeente in de Borinage van de Belgische provincie Henegouwen, en een deelgemeente van de Waalse stad Colfontaine.
Op 15 mei 1934 deed zich in Pâturages een mijnramp voor: 40 mijnwerkers kwamen door een mijngasontploffing om het leven. Een nieuwe explosie, op 17 mei, doodde nog eens 15 leden van de reddingsploeg.

## Bezienswaardigheden
- De Sint-Michielskerk (Église Saint-Michel) is een classicistisch kerkgebouw van 1753-1768. De kerk bezit een 16e-eeuws doopvont.
- De Onze-Lieve-Vrouw-van-Bijstandkerk (Église Notre-Dame Auxiliatrice) is een kerkgebouw in de buurtschap Cul-du-Qu'vau. De neogotische kerk werd gebouwd in 1874 en de toren werd voltooid in 1903. In 1954 werd de kerk verwoest door brand en daarna in een soberder trant herbouwd.
- De Protestantse kerk (Temple protestant) is een neoclassicistisch bouwwerk van 1842.

## Natuur en landschap
Pâturages ligt in de Borinage en is sterk verstedelijkt. In de omgeving vindt men tal van terrils. De hoogte aan de kerk bedraagt 89 meter.

## Economie
Al vanaf de 13e eeuw werd hier steenkool gewonnen. De kanunnikessen gaven concessies uit aan rijke burgers, de maîtres des fosses. Zij ronselden landarbeiders die tijdens stille perioden in de landbouw in de mijnen kwamen werken. Ook kwamen er veel vreemdelingen waardoor de bevolking al in de 17e eeuw sterk toenam. Al in 1735 werd de eerste machine à feu in werking gesteld om water op te pompen. De mijnbouw gebeurde steeds meer op industriële schaal. In 1960 sloot de laatste mijn.

## Demografische ontwikkeling
- Bronnen:NIS, Opm:1831 tot en met 1970=volkstellingen, 1976= inwoneraantal op 31 december

## Galerij

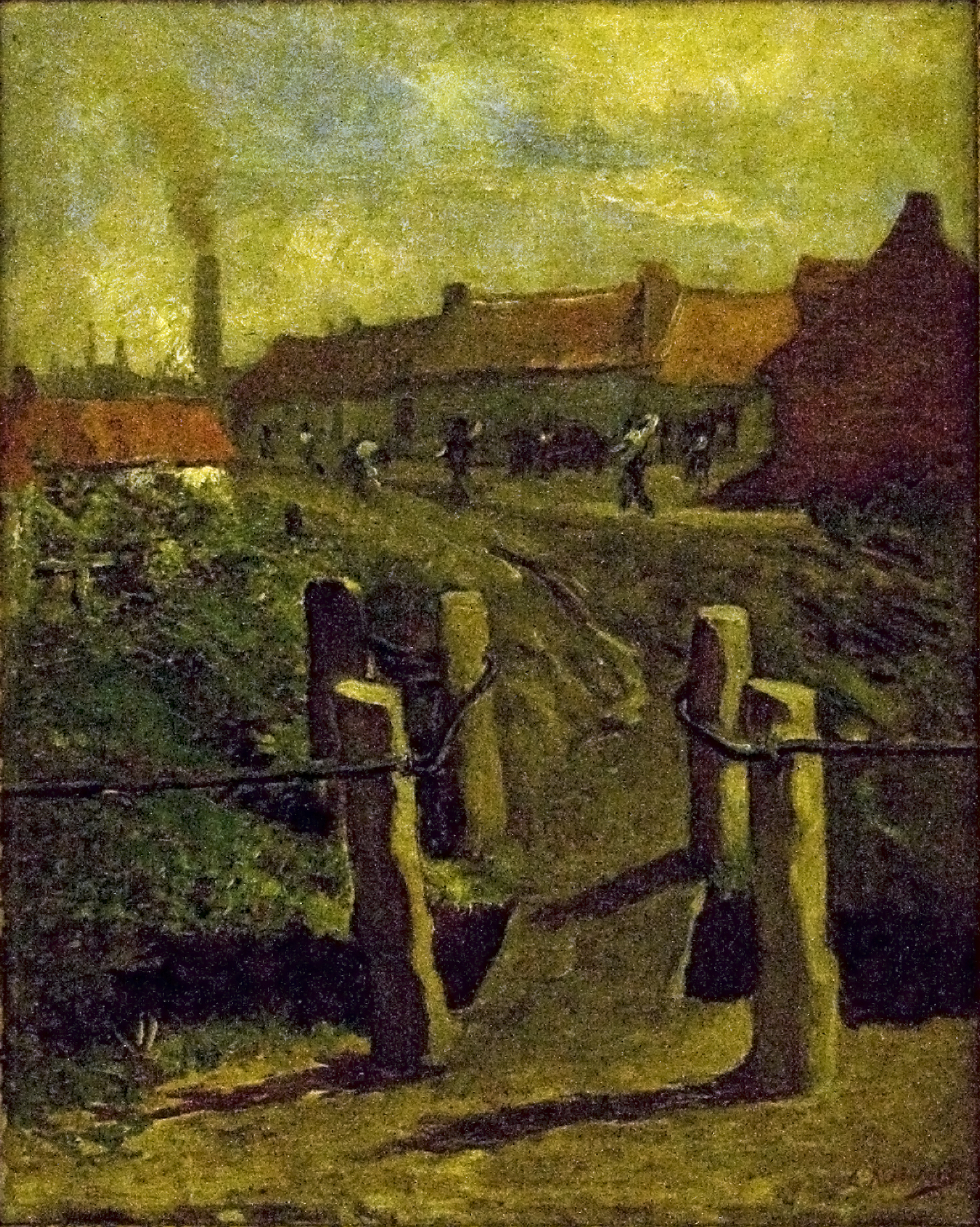
Constantin Meunier, Le jeu de balle, Pâturages

## Nabijgelegen kernen
Wasmes, Quaregnon, La Bouverie, Petit-Wasmes